# Лучко (футбольный клуб)
«Лучко» (хорв. Nogometni klub Lučko) — хорватский футбольный клуб из Загреба. В настоящий момент выступает в «1.ХНЛ», высшем дивизионе чемпионата Хорватии. Клуб основан в 1931 году, под именем «Владислав Лучко», своё теперешнее название носит с небольшим перерывом, с 1961 года. Домашние матчи проводит на стадионе «Краньчевичева», вмещающем 8 850 зрителей. Заняв в сезоне 2010/11 2-е место во Второй лиге клуб получил право в сезоне 2011/12, впервые в своей истории выступать в высшем дивизионе Хорватии. 

## Прежние названия
- Велибит Лучко (1931-46)
- Ступник Лучко (1946-51)
- Сияц Лучко (1951-57)
- Млинострой Лучко (1957-61)
- НК Лучко (1961-93)
- Лучко Компресор ЗГ (1993-94)
- Лучко Компресор (1994-96)
- НК Лучко (1996-н.в.)

## Известные игроки
- Винко Буден
- Ивица Врдоляк
- Иван Граф
- Мате Драгичевич
- Хрвойе Ковачевич